# 익스트림 챔피언십 레슬링

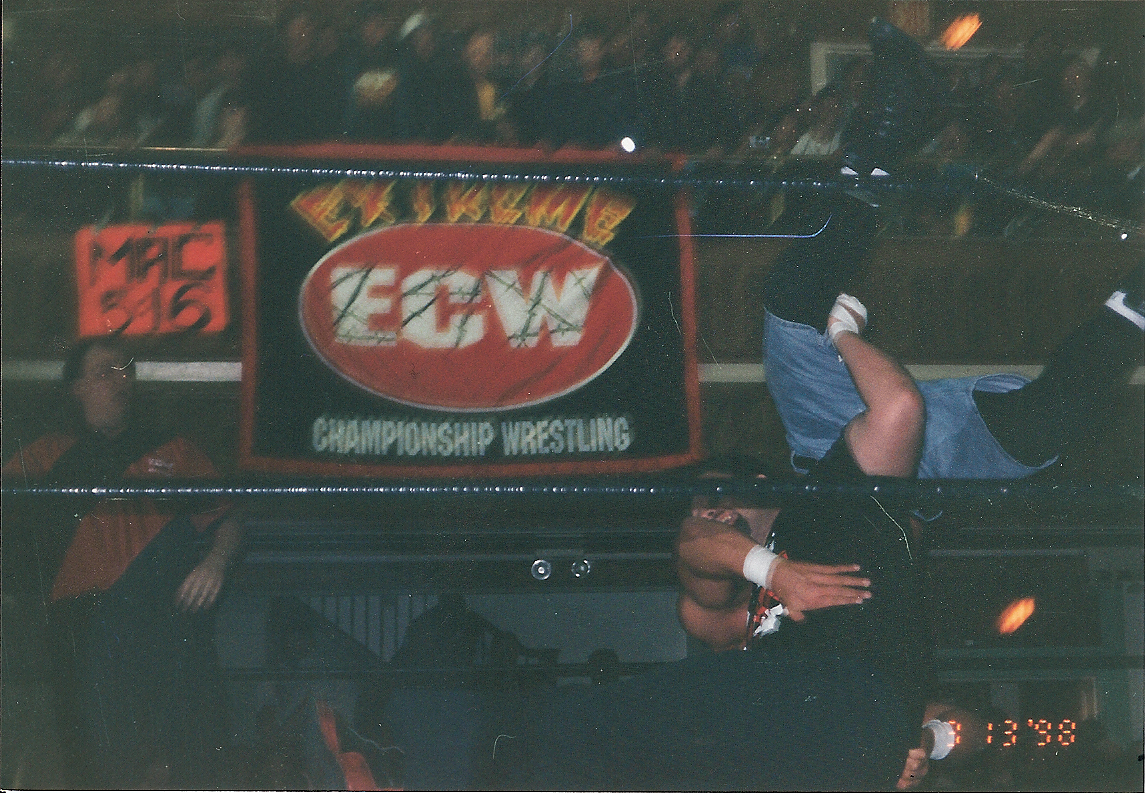

익스트림 챔피언십 레슬링 (Extreme Championship Wrestling), 이하 ECW은 미국의 프로레슬링 단체 중 하나였다. 1992년 단체가 설립, 필라델피아를 본거지로 하였으며 2001년 4월 재정난을 견디지 못하고 파산하였다가 WWE의 제3의 브랜드로 부활하여서 2005년부터 운영되기 시작하였으나 2010년 2월16일 최종 종영 되었다.

## 역사

### 탄생
1992년 당시 프로모터였던 토드 고던은 필라델피아를 본거지로한 동부지역 프로레슬링 단체인 이스턴 챔피언십 레슬링(Eastern Championsip Wrestling)을 세우게 된다. 당시 네셔널 레슬링 얼라이언스 (National Wrestling Alliance) 이하 NWA는 산하 단체였던 WCW가 탈퇴를 했던 터라 주목받을 만한 슈퍼스타가 없는 심각한 상황에서 데니즈 칼루소가 겨우 메꾸어 나가는 데에 주력하던 중이었고 그러한 시기에 ECW는 WCW를 대체할 NWA의 산하 단체가 되었다. 설립 당시까지만 해도 ECW는 여느 단체와 마찬가지로 정통 프로레슬링을 지향하는 단체였으며 설립하고 나서 향후 2년간은 NWA의 전통적인 룰을 따르던 단체였다.

### 변화
당시 ECW의 오너였던 토드 고던은 에디 길버트에게 각본진 수장의 자리를 주었지만 길버트는 그 자리를 WCW 동기이면서 친구였던 폴 헤이먼에게 물려주었다. 각본진의 수장이 된 헤이먼은 1993년 필라델피아주 바이킹 홀(훗날 ECW 아레나로 불리면서 ECW의 본거지가 됨)에서 펼쳐진 NWA Ultra Clash 흥행을 시작으로 타 단체에서 찾아볼 수 없는 독특하고 개성있는 기믹과 잔인하고 유혈이 낭자하는 경기들을 내세우며 18세에서 35세 사이의 연령층을 ECW로 끌어모았다. 그러던 1994년 ECW 아레나에서 펼쳐진 NWA 월드챔피언 토너먼트 결승전에서 셰인 더글러스가 2 콜드 스콜피온에게 승리를 거두어 새로운 NWA 월드챔피언이 되었다. 하지만 그는 갑작스럽게 벨트를 바닥에 던져버리고는 "이제는 더 이상 Eastern Championsip Wrestling는 없다" 면서 Extreme Championsip Wrestling으로의 개명을 중대 발표하게 된다. 갑작스런 더글러스의 행동에 NWA측은 당황하였고 셰인 더글러스로부터 챔피언을 돌려달라는 요구를 하게 되지만 더글러스 본인은 극구 거절하였다. 결국 ECW는 NWA에서 나와 독자적인 길을 걷게 되었고 토드 고던은 1996년 자신의 프로모터직을 폴 헤이먼에게 일임함으로써 ECW는 폴 헤이먼의 지휘하에 하드코어적인 성향의 프로레슬링 단체로 변하게 되었다.

### 도약
NWA에서 나와 독자적인 길을 걷게 된 ECW은 기존의 메인 단체인 WWF (現 WWE), WCW와는 차별화된 하드코어 레슬링을 지향하면서 많은 관심을 끌게 된다. 특히 WWF와 WCW에서 주목을 받지 못했던 선수들이 ECW로 모이게 되었는데 에디 게레로, 레이 미스테리오 주니어, 크리스 벤와, 사이코시스, 후벤투드등과 같은 남미 루차레슬러, 테크니션 레슬러들이 ECW의 주를 이루었으며 셰인 더글러스, 타미 드리머, 샌드맨, 믹 폴리, 테리 펑크, 사부, 태즈등과 같은 하드코어 성향의 선수들이 ECW의 하드코어한 면을 돋보여 주었다. 또한 ECW는 다른 단체에서 볼 수 없었던 유속철선경기나 스캐폴드경기 등과 같은 잔인하고 위험한 말 그대로 하드코어한 경기들을 주선하여 팬들의 이목을 집중시켰다.

### 흥행과 몰락
계속되는 흥행 속에서 ECW는 드디어 Barely Legal을 시작으로 본격적인 PPV시장으로 뛰어들게 된다. 이 기세를 몰아 ECW는 케이블 방송국인 TNN (현재 spike TV)을 통해 1998년 8월 정기적인 ECW 방송을 시작하게 된다. 하지만 WWF와 WCW의 시청률 경쟁에서 항상 졌으며, 시청률이 하락하는 사이 WCW는 거액의 돈을 통하여 ECW의 선수들을 영입하게 된다. 설상가상으로 2000년 10월 6일 이후 방송중계 계약이 만료됨과 동시에 WWF에게 방송국을 빼앗기고 독 안에 든 생쥐꼴이 되어버린 ECW는 결국 재정난을 견디지 못하여 2001년 4월에 파산을 신청하게 된다.

### 인베이전(침공)
ECW에 이어 WCW도 재정난을 견디지 못하고 파산하여 WWF로 인수되면서 대부분의 선수들은 WWF로 이적하게 되었다. WWF는 선수들을 활용하기 위한 방안으로 인베이전 각본을 만들었다. 당시 WCW를 인수한 셰인 맥맨과 아버지인 빈스 맥맨의 대립에서 스테파니 맥맨을 새로운 오너로 내세운 ECW가 WCW와 합세하게 되면서 WCW와 ECW의 연합군인 얼라이언스 (Alliance)와 WWF간의 대결인 인베이전 각본이 생겼는데, 이들의 대립은 6개월간 계속되었고 11월 서바이버 시리즈에서 이긴 팀이 단체를 가지게 된다는 조건을 내세운 5: 5 서바이벌 매치에서 결국 WWF가 승리함으로써 인베이전의 각본은 마치게 된다.

### 하드코어의 부활
WWE는 2003년 파산한 ECW를 매수함과 동시에 ECW의 영상저작권을 얻게 된다. WWE는 ECW의 흥행과 몰락을 담은 DVD인 The Rise and Fall of ECW라는 DVD를 2003년에 발매하게 되는데 의외로 이 DVD가 성공을 거두자 WWE측에서는 팬들에게 감사하다는 의미에서 ECW One Night Stand라는 PPV를 열게 된다. 6월 12일에 열린 이 PPV의 예매는 시작하자마자 몇시간만에 표가 동이 나버리는 진기록을 세우면서 성공적인 흥행을 얻게 된다. 이 기세를 몰아서 2006년 또 다시 PPV를 열게 되었고 이 날 폴헤이먼은 WWE의 3대 브랜드로써 ECW의 부활을 공식으로 선언하게 된다. PPV가 끝난 뒤 2일이 지난 6월 13일 미국의 케이블 방송국인 Sci Fi를 통하여 ECW의 첫 방송이 전 미국으로 방송되었고 대한민국에서도 엑스포츠를 통하여 기존의 벨로시티를 대체하여 ECW가 방송되었다.

### 역사 속으로 사라진 ECW, 그리고 NXT
WWE는 현지시각 2월 16일을 끝으로 ECW 방영을 종료하였다. 그리고 1주일 뒤인 2월 23일에 새로운 신인 육성 프로그램인 NXT를 출범 및 방영을 시작했다. 미국 현지에서는 SyFy가 중부시각 화요일 밤 9시에 방영 중이다.

## 해설자
| 해설자                        | 날짜                               |
| ----------------------------- | ---------------------------------- |
| 조이 스타일스 & 태즈          | 2006년 6월 13일 ~ 2008년 4월 8일   |
| 마이크 애덤리 & 태즈          | 2008년 4월 22일 ~ 2008년 7월 22일  |
| 토드 그리셤 & 태즈            | 2008년 7월 29일 ~ 2008년 8월 5일   |
| 토드 그리셤 & 매트 스트라이커 | 2008년 8월 12일 ~ 2009년 3월 31일  |
| 조쉬 매튜스 & 매트 스트라이커 | 2009년 4월 7일 ~ 2009년 10월 20일  |
| 조쉬 매튜스 & 바이론 색스턴   | 2009년 10월 27일 ~ 2010년 2월 16일 |

## 링 아나운서
| 링 아나운서   | 날짜                                                                |
| ------------- | ------------------------------------------------------------------- |
| 저스틴 로버츠 | 2006년 6월 13일 ~ 2007년 9월 18일 2009년 9월 29일                   |
| 토니 치멜     | 2007년 9월 25일 ~ 2009년 9월 22일 2009년 9월 24일 ~ 2009년 12월 8일 |
| 로렌 메이휴   | 2009년 10월 6일 ~ 2009년 11월 17일                                  |
| 사반나        | 2009년 12월 15일 ~ 2010년 2월 16일                                  |

## ECW 마지막 챔피언
| 타이틀                       | 초대 챔피언         | 마지막 챔피언      | 타이틀 존속기간                 |
| ---------------------------- | ------------------- | ------------------ | ------------------------------- |
| ECW 월드 헤비웨이트 챔피언십 | 지미 스누카         | 이지키엘 잭슨      | 1992년 ~ 2001년 2006년 ~ 2010년 |
| ECW 월드 텔레비전 챔피언십   | 자니 핫바디         | 라이노             | 1992년 ~ 2001년                 |
| ECW 월드 태그팀 챔피언십     | 슈퍼 디스트로이어즈 | 대니 도링 & 로드킬 | 1992년 ~ 2001년                 |
| FTW 챔피언십                 | 태즈                | 태즈               | 1998년 ~ 1999년                 |
| ECW 메릴랜드 챔피언십        | J.T. 스미스         | J.T. 스미스        | 1993년                          |
| ECW 펜실베니아 챔피언십      | 토미 카이로         | 토니 스테트슨      | 1993년                          |

## 마지막 슈퍼스타

### 남성 레슬러
- 셰이머스
- 잭 스웨거 (방출)
- 에이브러햄 워싱턴 (방출)
- 바이론 색스턴
- 케일런 크로프트 (방출)
- 크리스챤 (은퇴)
- 이지키엘 잭슨 (방출)
- 골더스트
- 조쉬 매튜스
- 쉘턴 벤자민
- 더 허리케인 (방출)
- 토니 아틀라스 (은퇴)
- 트렌트 베레타 (방출)
- 타일러 렉스 (방출)
- 밴스 아처 (방출)
- 블라디미르 코즐로프 (방출)
- 윌리엄 리걸 (NXT 커미셔너)
- 요시 타츠 (방출)
- 잭 라이더

### 여성 레슬러 (디바)
- 로사 멘데스 (방출)
- 사반나 (방출)
- 티파니 (방출)